# Andrés Gómez (futebolista)
Carlos Andrés Gómez Hinestroza, mais conhecido como Andrés Gómez (Quibdó, 12 de setembro de 2002) é um futebolista colombiano que atua como ponta-direita. Atualmente, joga pelo Vasco da Gama emprestado pelo Rennes.

## Carreira

### Millonarios
Gómez fez sua estreia profissional pelo Millonarios no dia 14 de novembro de 2021, em partida contra o Alianza Petrolera. Seu primeiro gol pelo clube ocorreu em 1 de maio de 2022, contra o Patriotas Boyacá. Em setembro de 2022, renovou contrato com o clube até 2025.
Sua boa fase ajudou o Millonarios a se classificar para a Copa Libertadores ao conquistar a Copa Colômbia de 2022.
Neste ano, Andrés foi o principal nome da equipe colombiana. Em 49 partidas, destacou-se nacionalmente estufando as redes adversárias em 12 oportunidades e tão logo deixou o clube que o formou para ir aos Estados Unidos em uma transferência recorde.

### Real Salt Lake
Em 10 de janeiro de 2023, foi anunciado como reforço do Real Salt Lake, da Major League Soccer, assinando contrato de cinco anos pelo valor de 3,5 milhões de euros.
Na MLS, Andrés tivera seu auge futebolístico. No ano de seu debut na Liga americana, fez sua estreia pela Seleção Colombiana após performances consistentes, mas ainda sem um número elevado de gols (dois). Contudo, uma época coletivamente sólida – que levou a equipe aos Play-offs da MLS e semifinal da US Open Cup – trouxe luz à suas boas jogadas individuais e participação direta em tentos através, principalmente, de assistências.
Foi em 2024, contudo, que o colombiano veria sua melhor temporada. Rapidamente mostrou qualidade quando, atuando na 3ª rodada, marcou um doblete em Hugo Lloris na primeira vitória do Real Salt Lake na competição, culminando em um resultado de 3–0 contra o Los Angeles FC.
Eventualmente, manteve sua época artilheira e marcou outros dobletes contra o Colorado Rapids em duas oportunidades – incluindo em sua despedida da equipe – e diante o Sporting Kansas City ajudando na vitória por 4–3 contra o adversário.
Com 13 gols em 25 partidas, suas performances ainda mais consolidadas na Liga e na Seleção levaram o jogador a deixar a América em agosto, antes do fim da época vigente nos Estados Unidos. Quando concluíram-se os jogos, Gómez foi o terceiro jogador com mais participações em tentos, atrás apenas de Lionel Messi e Denis Bouanga. Em comunicado de despedida, o Real Salt Lake o chamou de "príncipe" do clube, além de afirmar que ele era "uma de suas joias mais preciosas".

### Rennes
No dia 17 de agosto de 2024, transferiu-se para o Rennes, da Ligue 1 pelo valor de 10 milhões de euros.
Sua ida à França, contudo, mesmo cercada de expectativas não foi positiva. Performando por apenas 19 jogos em toda temporada 2024–25, o colombiano foi titular em somente dois jogos, não deu assistências e estufou as redes em três partidas – nos dois turnos diante o Le Havre, e na última jornada diante o Olympique de Marseille. Pela Ligue 1, esteve em campo por 17 vezes, mas sempre teve baixa minutagem por entrar nos últimos minutos de jogo; ademais, conviveu com algumas lesões que o impediram de estar disponível para mais jogos.
Buscando ainda ser um jogador disponível para integrar a Seleção em eventuais partidas da Copa do Mundo FIFA de 2026, Andrés optou por deixar o Rennes para assinar com outro clube. Após negociações, Gómez decidiu ir ao Brasil, onde seria treinado por Fernando Diniz – antigo treinador da Seleção Brasileira que elevou o talento de Jhon Arias para que ele fosse frequentemente convocado para jogos da Colômbia até que fosse vendido do Fluminense para o Wolverhampton Wanderers.

#### Vasco da Gama (empréstimo)
Em 14 agosto de 2025, assinou um acordo de empréstimo, com obrigação de compra em caso de metas atingidas, com o Vasco da Gama para a disputa do Campeonato Brasileiro. Pela equipe carioca, assumiu a camisa 11. No dia 19 de agosto, foi anunciado oficialmente como reforço do cruzmaltino.

## Carreira internacional
Gómez fez sua estreia pela seleção da Colômbia em 10 de dezembro de 2023, contra a Venezuela, em Fort Lauderdale. Seu primeiro gol internacional veio na partida seguinte, uma vitória por 3–2 sobre o México, em Los Angeles, no dia 17 de dezembro de 2023.
Eventualmente, o ponta direita ficou de fora dos convocados para Copa América de 2024 – onde foram vice-campeões. Contudo, voltou aos gramados em novembro de 2024 – onde fez um gol diante o Uruguai em uma derrota por 3–2 nas Eliminatórias da Copa do Mundo.

## Títulos
Millonarios 
- Copa da Colômbia: 2022[4]

### Individual
- Time da Rodada da MLS de 2023: Rodada 9[33]
- Time da Rodada da MLS de 2024: Rodada 3,[34] Rodada 15 (reserva),[35] Rodada 17 (reserva),[36] Rodada 21,[37] Rodada 24 (reserva),[38] Rodada 28 (reserva)[39]